# Tiso camillus
Tiso camillus är en spindelart som beskrevs av Andrei V. Tanasevitch 1990. Tiso camillus ingår i släktet Tiso och familjen täckvävarspindlar.
Artens utbredningsområde är Azerbajdzjan. Inga underarter finns listade i Catalogue of Life.